# Grabowo (gemeente)
De gemeente Grabowo is een landgemeente in het Poolse woiwodschap Podlachië, in powiat Kolneński.
De zetel van de gemeente is in Grabowo.
Op 30 juni 2004 telde de gemeente 3643 inwoners.

## Oppervlakte gegevens
In 2002 bedroeg de totale oppervlakte van gemeente Grabowo 128,48 km², waarvan:
- agrarisch gebied: 75%
- bossen: 20%

De gemeente beslaat 13,67% van de totale oppervlakte van de powiat.

## Demografie
Stand op 30 juni 2004:
| Omschrijving                   | Totaal | Totaal | Vrouwen | Vrouwen | Mannen | Mannen |
| ------------------------------ | ------ | ------ | ------- | ------- | ------ | ------ |
| eenheid                        | aantal | %      | aantal  | %       | aantal | %      |
| inwoners                       | 3643   | 100    | 1788    | 49,1    | 1855   | 50,9   |
| bevolkingsdichtheid (inw./km²) | 28,4   | 28,4   | 13,9    | 13,9    | 14,4   | 14,4   |

In 2002 bedroeg het gemiddelde inkomen per inwoner 1469,94 zł.

## Administratieve plaatsen (sołectwo)
Andrychy, Bagińskie, Chełchy, Ciemianka, Gnatowo, Golanki, Grabowo, Grabowskie, Grądy-Michały, Grądy-Możdżenie, Guty Podleśne, Kamińskie, Konopki-Białystok, Konopki-Monety, Kownacin, Kurkowo, Łebki Duże, Łebki Małe, Łubiane, Marki, Milewo-Gałązki, Pasichy, Przyborowo, Rosochate, Siwki, Skroda Wielka, Stare Guty, Stawiane, Surały, Świdry-Dobrzyce, Świdry Podleśne, Wiszowate, Wojsławy, Żebrki.

## Overige plaatsen
Borzymy, Dąbrowa, Jadłówek.

## Aangrenzende gemeenten
Biała Piska, Kolno, Przytuły, Stawiski, Szczuczyn, Wąsosz